# Hinterschellenberg
Hinterschellenberg – wieś w północnym Liechtensteinie, wchodząca w skład gminy Schellenberg, w regionie Unterland. Znajduje się na północ od samej gminy. 

## Historia
W 1945 roku na teren wsi przedostała się grupa 500 dezerterów z Rosyjskiej Armii Wyzwoleńczej. Na pamiątkę tych wydarzeń w centrum wsi postawiono pomnik z tekstem w języku niemieckim:

HIER IN HINTERSCHELLENBERG ÜBERSCHRITTEN IN DER NACHT VOM 2. AUF DEN 3. MAI 1945 DIE ASYLSUCHENDEN RESTE DER 1. RUSSISCHEN NATIONALARMEE DER DEUTSCHEN WEHRMACHT UNTER IHREM GENERALMAJOR A. HOLMSTON SMYSLOWSKY — ETWA 500 PERSONEN — IN VOLLER AUSRÜSTUNG DIE GROSSDEUTSCHE REICHSGRENZE NACH LIECHTENSTEIN. IN DER WIRTSCHAFT ZUM LÖWEN FANDEN DIE ERSTEN VERHANDLUNGEN STATT. DIE ZUR ASYLGEWÄHRUNG DURCH DAS FÜRSTENTUM LIECHTENSTEIN FÜHRTEN. ALS EINZIGER STAAT WIDERSETZTE SICH LIECHTENSTEIN DAMIT DEN SOWJETISCHEN AUSLIEFERUNGSFORDERUNGEN NACH ZWEIEINHALB JAHREN WURDE DEN RUSSEN DIE AUSREISE IN EIN LAND IHRER WAHL ERMÖGLICHT

{{Cytat}} Linki zewnętrzne: "źródło".
Tutaj, w Hinterschellenbergu, w nocy z 2 na 3 maja 1945 r., granicę między Wielką Rzeszą Niemiecką a Liechtensteinem przekroczyły  osoby ubiegające się o azyl, pozostałości 1. Rosyjskiej Armii Wyzwoleńczej niemieckiego Wehrmachtu pod dowództwem generała dywizji A. Holmstona-Smysłowskiego w ilości około 500 osób, w pełni uzbrojonych. Pierwsze negocjacje odbyły się w gospodzie Zum Löwen, co doprowadziło do przyznania azylu przybyszom w Liechtensteinie. W ten sposób Liechtenstein stał się jedynym państwem, które sprzeciwiło się radzieckim żądaniom ekstradycji. Dwa i pół roku później Rosjanie mieli możliwość podróżowania do wybranych przez siebie krajów.